# ジェイコブス・ラダー (1990年の映画)
『ジェイコブス・ラダー』（Jacob's Ladder）は、1990年に製作されたティム・ロビンス主演のサイコスリラー映画。

## 概要
本作は旧約聖書のヤコブの梯子の話にヒントを得ている。キャッチ・コピーは「人は、一日に一歩ずつ『ジェイコブの階段』を登っている」。夢と現実の間で翻弄される主人公をティム・ロビンスが演じる。また、『ホーム・アローン』で注目される前のマコーレー・カルキンが主人公の息子役として出演している。
本作の背景にある米国陸軍開発による化学兵器BZガス（3-キヌクリジニルベンジラート、通称ゾンビ・ガス）の開発過程における自国軍兵士に対する生体実験についての事実と、本作のテーマであるその被験者達が被った後遺症は実話に基づくとされる（米国防省は否定、MKウルトラ計画参照）。

## あらすじ
1971年、ベトナム戦争中のベトナム。かつて交通事故で末息子のゲイブを亡くした兵士、ジェイコブ・シンガーは仲間の兵士たちとくつろいでいたが、突如の白煙噴霧と同時に敵兵の接近を告げられる。部隊の仲間たちは原因不明の中毒症状を起こして倒れ、戦闘の混乱の中で次々と死亡。ジャングルに飛び込んだジェイコブも何者かに腹部を刺される。
次の瞬間、ジェイコブはニューヨークを走る地下鉄の車内で目を覚ます。時は1975年、負傷により名誉除隊となったジェイコブは戦争のショックから妻や子供たちと別居しており、新しい恋人ジェジーと同棲していた。ごく普通の郵便局員として生活するジェイコブだが、彼の周囲に奇妙な出来事が起こり出し、夜は悪夢にうなされ、徐々に現実への違和感を覚えていく。ある日、ベトナムでの戦友ポールが現れ、ベトナムからの帰還以来、誰かに追われていると語る。部隊の生き残りが皆ポールと同じ症状に苦しんでいる事に気が付いたジェイコブは「1971年のあの日に何かが起こり、軍は何かを隠している」と弁護士のギャリーに相談を持ちかけるが…。

## キャスト
| 役名                 | 俳優                           | 日本語吹き替え | 日本語吹き替え | 日本語吹き替え |
| 役名                 | 俳優                           | ソフト版       | 日本テレビ版   |                |
| -------------------- | ------------------------------ | -------------- | -------------- | -------------- |
| ジェイコブ・シンガー | ティム・ロビンス               | 山寺宏一       | 安原義人       |                |
| ジェジー             | エリザベス・ペーニャ           | 佐々木優子     | 土井美加       |                |
| ルイス               | ダニー・アイエロ               | 飯塚昭三       | 小林修         |                |
| マイケル             | マット・クレイヴン             | 牛山茂         | 大塚芳忠       |                |
| ポール               | プルイット・テイラー・ヴィンス | 辻つとむ       | 秋元羊介       |                |
| ギャリー             | ジェイソン・アレクサンダー     | 高宮俊介       | 峰恵研         |                |
| フランク             | エリク・ラ・サル               | 稲葉実         | 大滝進矢       |                |
| ジョージ             | ヴィング・レイムス             | 福田信昭       | 幹本雄之       |                |
| ダグ                 | ブライアン・タランティーナ     | 田中正彦       | 山口健         |                |
| ロッド               | アンソニー・アレッサンドロ     | 古田信幸       | 高宮俊介       |                |
| ゲイブ               | マコーレー・カルキン           |                | 湯沢真俉       |                |

- 日本テレビ版：初回放送1993年6月25日『金曜ロードショー』
  - その他の声の出演：駒塚由衣、沢田敏子、藤本譲、城山堅、竹口安芸子、磯辺万沙子、喜多川拓郎、紗ゆり、徳永浩之、小松直史
  - 翻訳：たかしまちせこ

※TCエンタテインメント発売のBDには2種の吹替を収録

## スタッフ
- 監督：エイドリアン・ライン
- 製作：アラン・マーシャル
- 脚本：ブルース・ジョエル・ルービン
- 撮影：ジェフリー・L・キンボール
- 音楽：モーリス・ジャール